# Thermes
Pour les articles ayant des titres homophones, voir Terme et Termes.
Pour le maréchal de Thermes, voir Paul de La Barthe de Thermes. Pour la localité grecque, voir Thermes (Grèce).

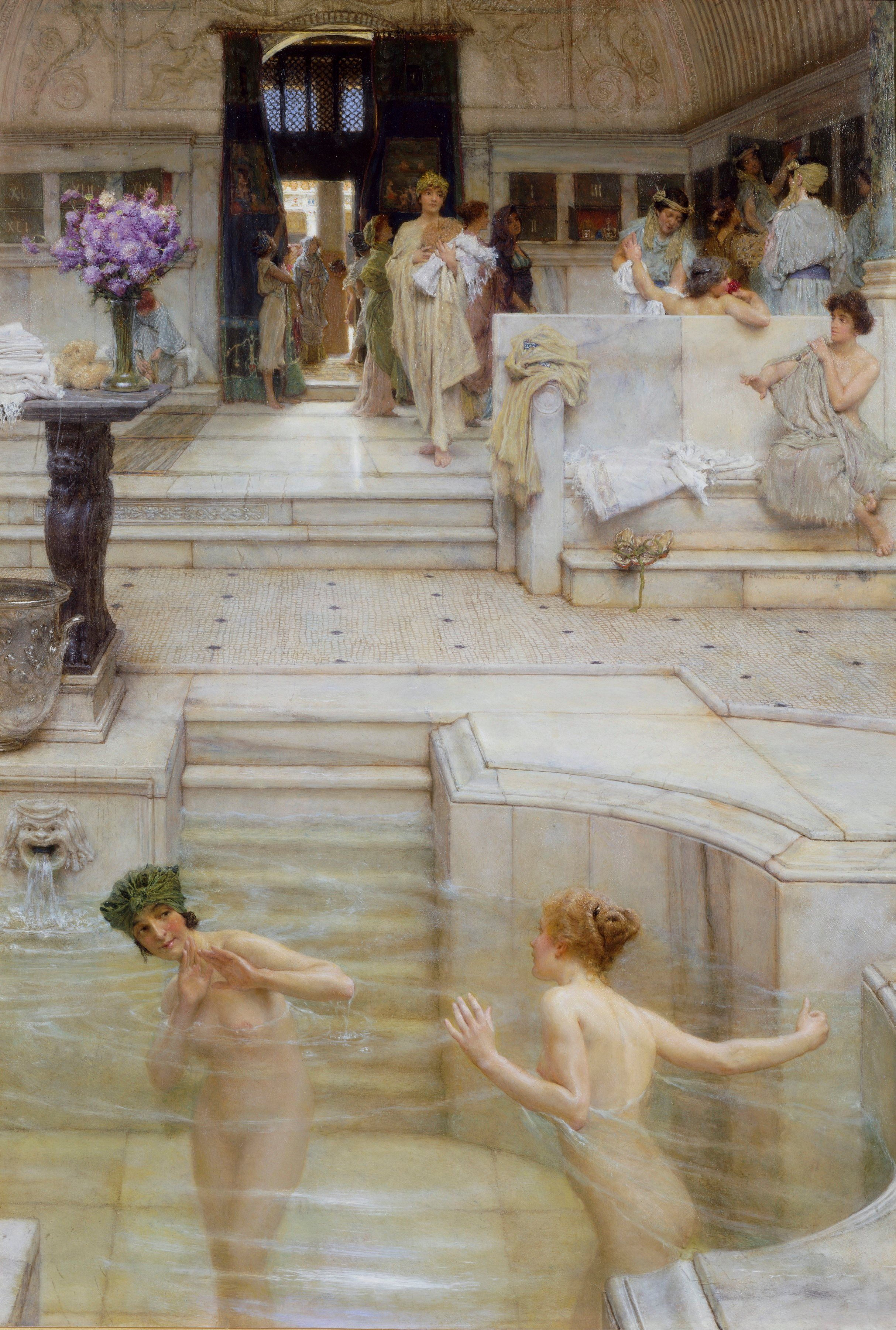
Femmes aux thermes, peinture de Lawrence Alma-Tadema.

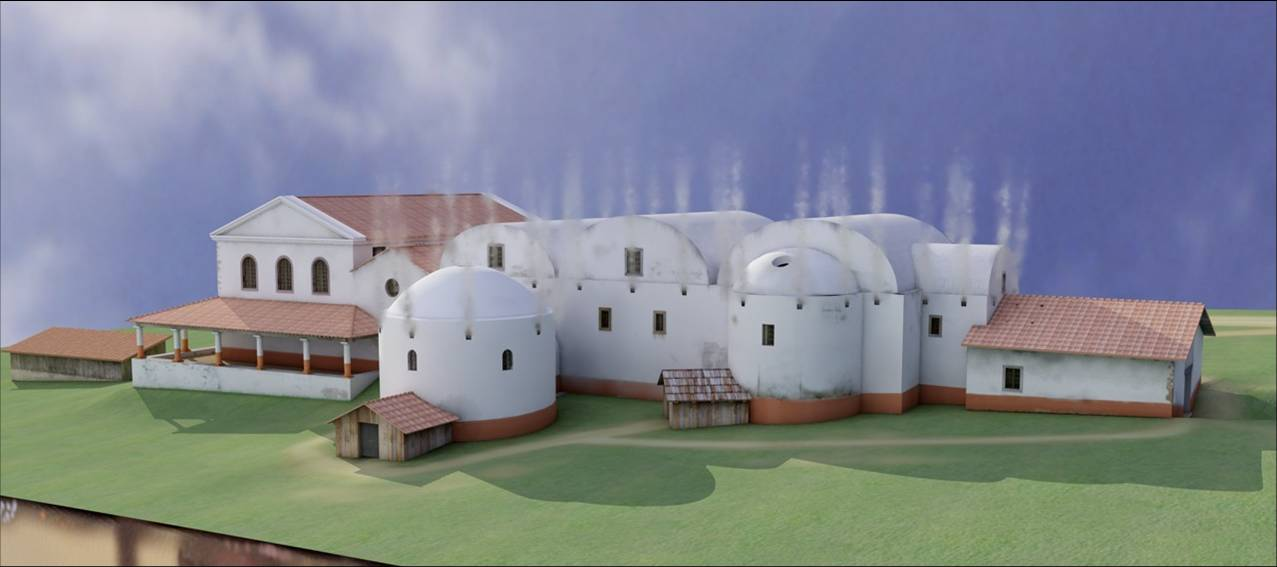
Reconstitution historique virtuelle des thermes romains de Weissenburg, Allemagne.

Des thermes (nom masculin pluriel) sont un établissement de bains chauds ayant plusieurs fonctions qui mêlent le soin du corps (présence par exemple d'une palestre, élément particulier du gymnase destiné à l'entraînement), mais aussi le soin de l'esprit, rôle qui dépasse largement la propreté corporelle. Il existait de grandes catégories de thermes : les thermes publics, les thermes privés, les thermes d'été (thermae aestivales) et les thermes d'hiver (thermae hiernales).
Le mot thermes vient du grec thermos (chaud). Pour désigner les bains, les Grecs utilisaient le mot « balnéion » qui devient « balnea » en latin. Le mot thermes est employé pour la première fois pour désigner les Thermes d'Agrippa à Rome (26-29). Ensuite, ce terme ne s'appliquera qu'aux complexes les plus développés, c'est-à-dire comprenant bains, annexes, sport et culture.
Les témoignages de Théophraste dans son traité Du feu et celui des Caractères parlent de bains, des bains collectifs chauffés, qui impliquent sans doute une forte consommation en bois et des esclaves pour entretenir les chaudières. Dans un fragment du traité Sur le feu, Théophraste fait remarquer que, tout comme les chambres sudatoires, les établissements de bains sont plus chauds au nord qu’au sud, et en hiver qu’en été. Quant au mot βαλανευς, qui désigne plus tard le gérant d’un bain, il paraît exercer à Athènes la fonction d'asperger les clients à l’aide d’une patère, comme le παραχύτης des sources de la civilisation grecque hellénistique. : la grossièreté de l’impudent consiste à priver le « βαλανεύς » de son dû en s’aspergeant lui-même. L'esclave du cupide des Caractères est réprimandé pour avoir acheté une huile rance, et il prend, utilise celle d'un autre (se servir d'une huile rance est le propre du rustre).

## Principe architectural et critères pratiques

### Les Salles
Dans le principe, la structure type d'un therme comporte, à l'intention des usagers, un certain nombre de salles aux fonctions bien précises. Les thermes de Stabies à Pompéi en sont un bon exemple (thermes construits au IIe siècle av. J.-C. et réaménagés plusieurs fois jusqu'en 62 apr. J.-C.).

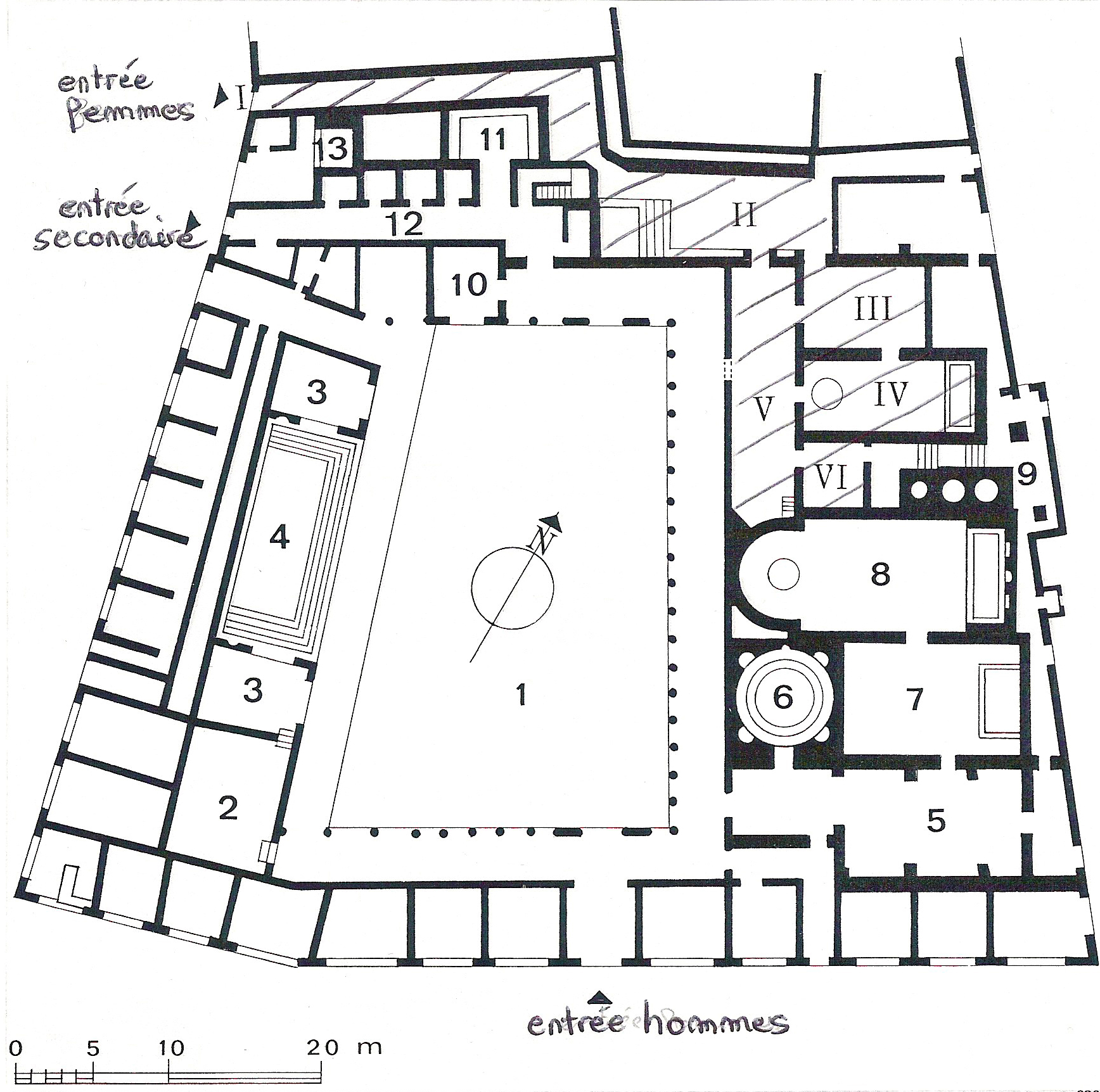
Plan des Thermes de Stabies d'après Jean-Pierre Adam

L'édifice thermal est séparé en deux parties, l'une masculine, l'autre féminine. La section féminine est plus modeste et l'entrée se fait généralement dans une rue latérale, par une porte discrète. L'entrée principale donne accès aux bains masculins distribués autour d'une palestre (no 1 sur le plan), espace bordé de portiques, réservé aux exercices physiques. Cet espace central donnait accès à l'apodyterium (vestiaire no 2) de la piscine froide (natatio no 4). L'apodyterium était garni de meubles ou de petites cases pour recevoir les vêtements des baigneurs.
De là, l'usager pouvait se rendre à l'étuve sèche, le laconicum, petite salle circulaire et voûtée, fortement chauffée. Cette chaleur sèche plus élevée que dans le caldarium est un moyen efficace pour nettoyer la peau en profondeur. Parfois ce type de salle était remplacé par le sudatio, à chaleur humide.
Le frigidarium dit aussi « cella frigidaria » (no 6) était une salle pour le bain froid, avec divers aménagements hydrauliques : vasque, baignoire, bassin, piscine.
Les deux grandes salles majeures, accessibles de l'une à l'autre, étaient dévolues au bain tiède, tepidarium (no 7) et au bain chaud, le caldarium (no 8). Dans ces pièces on trouvait plusieurs piscines munies de degrés ou d'une banquette permettant d'y demeurer assis.
Le tepidarium est une pièce tiède dont l'hypocauste ne disposait pas d'un foyer propre, mais était chauffé par communication avec celui des salles chaudes voisines (circulation de l'air chaud dans les murs faits de tuyaux en terre cuite). Cette pièce avait un rôle de « tampon thermique » entre les zones froides et les zones chaudes du bâtiment. Elle pouvait également servir pour les massages.
Le caldarium est une pièce très chaude avec sous le sol un chauffage par hypocauste muni d'un foyer propre. L'eau de la piscine y était chaude.
L'établissement thermal comportait également des galeries de service pour le stockage du mobilier et du combustible, le bureau du responsable de l'établissement (comme aux thermes de Stabies à Pompéi) ainsi que des latrines. Parfois ces galeries distribuaient sur de petits bains individuels.

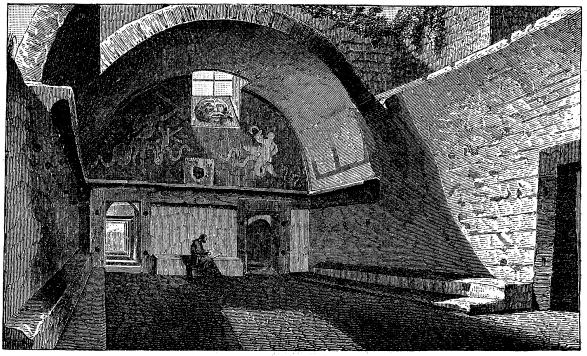
L' apodyterium
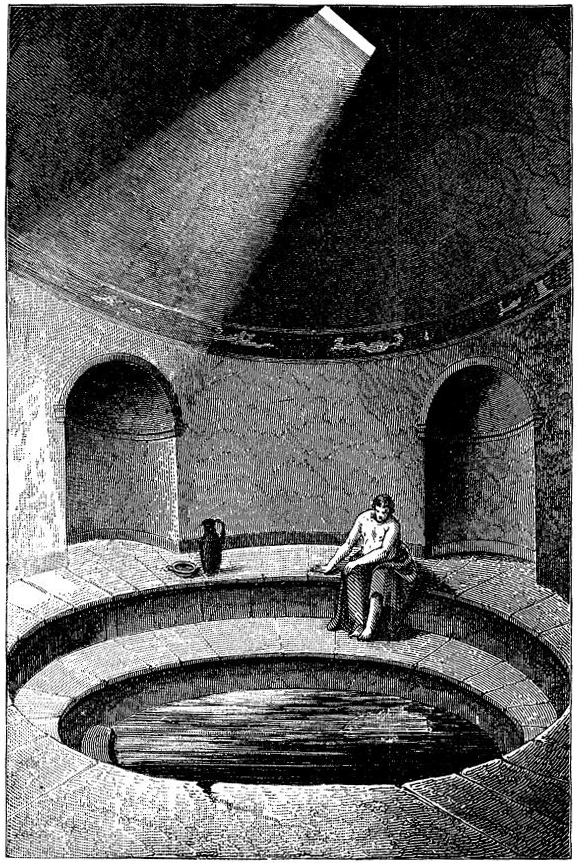
Le frigidarium
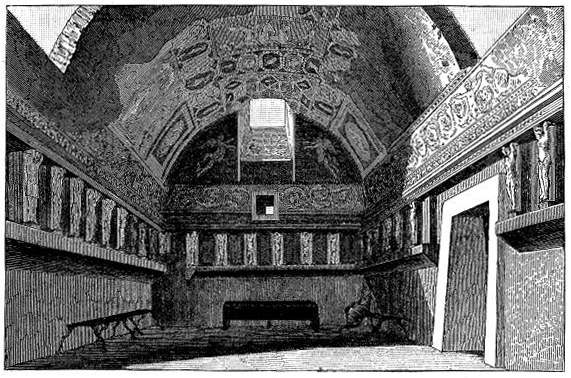
Le tepidarium
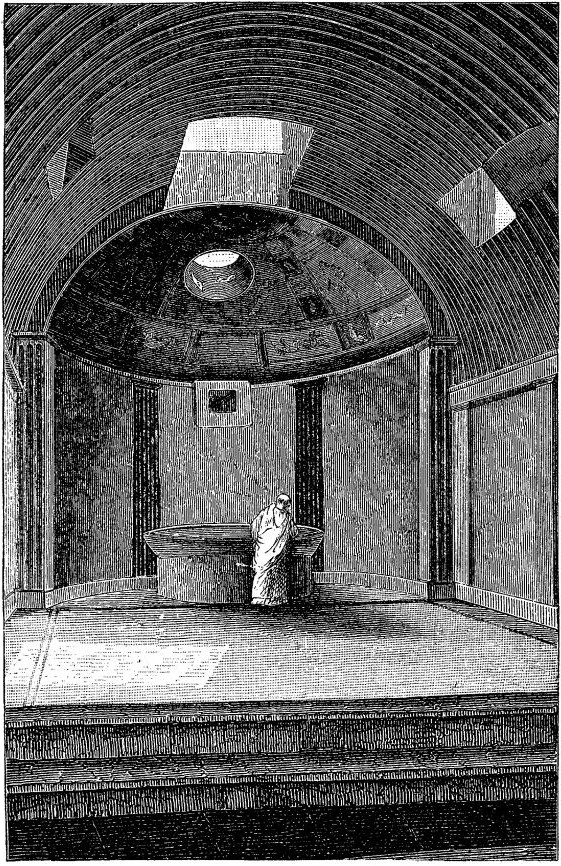
Le caldarium

### Installation hydraulique et chauffage

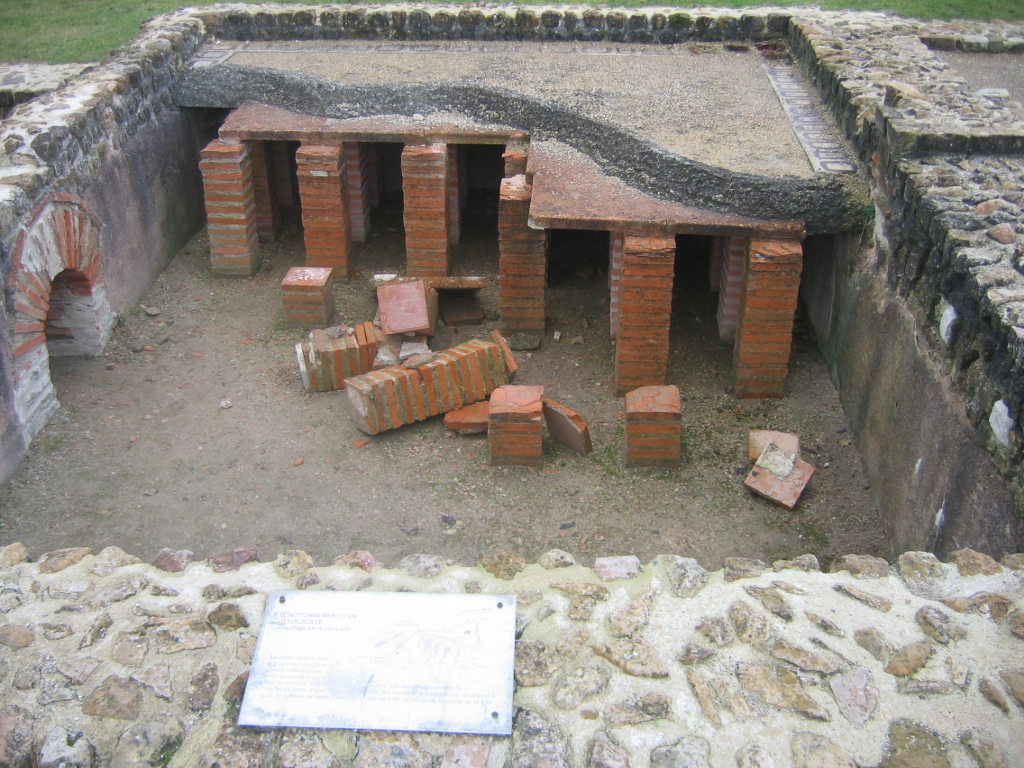
Coupe du système d'hypocauste des thermes d'une villa de Vieux-la-Romaine, Calvados, France.

Pour le stockage de l'eau, des réservoirs sont en principe installés dans la partie la plus élevée du bâtiment. Leur alimentation est assurée par une dérivation d'aqueduc. Ils présentaient des aménagements d'arrivée d'eau, d'étanchéité, de vidange et de trop-plein.
À partir de ces réservoirs, la distribution de l'eau se faisait par des canalisations en terre cuite ou en bois avec des frettes (armature métallique renforçant une pièce) en fer ou en plomb, passant dans les murs. Ces canalisations alimentaient les piscines et les vasques, les cuves et les chaudières pour le chauffage de l'eau.
L'évacuation des eaux usées se faisait vers un réseau d’égouts, à partir des dispositifs d'évacuation ou de trop-plein, ou par des ouvertures aménagées dans le sol des salles, protégées éventuellement par une plaque de marbre percée d'orifices selon un schéma géométrique.
Le chauffage pouvait être obtenu, dans certaines salles des thermes, par de simples dispositifs portatifs (braseros) ou par le soleil. On pouvait trouver aussi, soutenu par un renfort en barre de fer, un système de chaudières ou chauffe-eau (récipient en métal dans lequel l'eau était chauffée). Mais le procédé le plus couramment utilisé était le chauffage par hypocauste. Le foyer ou praefurnium est aménagé en sous-sol dans une pièce de service ventilée et conçue pour recevoir une réserve de carburant (charbon de bois). Dans les grands thermes, ces pièces de service sont installées sur une façade latérale du bâtiment et desservies par une galerie ouvrant sur l'extérieur pour faciliter l'approvisionnement. L'hypocauste n'était pas voûté à la manière d'un four, mais était un espace couvert d'un sol « suspendu » appelé la suspensura, reposant sur un grand nombre de pilettes, presque toujours construites de briques carrées. Ce système est caractéristique des constructions romaines (voir les thermes de Stabies à Pompéi, les thermes du Forum à Ostie, etc.).
Afin que l'air circule mieux dans les salles, des tubuli étaient aménagés dans les murs. Ce sont des canalisations de céramique de section rectangulaire. Généralement, le dosage de la chaleur se faisait par la proximité ou le nombre de foyers communiquant avec les hypocaustes. Dans le schéma le plus simple ; le praefurnium s'ouvrait sous le caldarium, l'air chaud circulait sous celui-ci puis, déjà refroidie, passait par des ouvertures dans l'hypocauste du tepidarium. L'évacuation des gaz chauds se faisait le plus souvent par des cheminées.

### Plan d'aménagement et itinéraire
Selon les plans des établissements, on peut différencier deux types de thermes :
- Les thermes simples : accessibles aux hommes et aux femmes à des heures différentes
- Les thermes doubles : deux séries de pièces pour accueillir hommes et femmes en même temps, mais séparément.

Le corps central des thermes était toujours constitué des mêmes pièces fonctionnelles, seul le nombre peut varier. Dans les thermes impériaux romains, de nouvelles pièces apparaissent consacrées à la culture du corps et de l'esprit tels que : salle de gymnastique, auditorium, bibliothèque, musée et parfois des nymphées, citernes, magasins, voire des lieux de culte (voir les thermes de Caracalla à Rome).
Dans l'ensemble, la séquence des pièces indique que l'on passait d'une salle à l'autre dans un ordre bien précis. Les itinéraires proposés aux usagers participent à la compréhension du bâtiment et à son rôle dans la société d'alors. Souvent on retrouve l'ordre suivant : apodyterium - frigidarium - tepidarium - caldarium puis retour à l'apodyterium.
- Les thermes naturels

Ces thermes sont installés sur le lieu de vaporium, des grottes ayant des sources de vapeur. Ces grottes ont été aménagées en gigantesque spa ou hammam. Le vaporium des thermes de Bagnères-de-Luchon est le plus grand d’Europe avec 150 mètres de galeries utilisés par les thermistes.

## Les thermes: origine et évolution
L'histoire des thermes est tributaire de l'histoire des techniques, des mœurs, des modes d'hygiène et d'hydrothérapie. Les thermes ne peuvent pas être étudiés uniquement d'un point de vue formel. Souvent le plan des établissements thermaux s'adapte en fonction de paramètres économiques, topographiques et/ou climatiques. Ces paramètres conditionnent l'extension et la forme des bâtiments. Par exemple dans les provinces africaines de l'Empire romain, on n’emploie pas ou très peu le système de l'hypocauste, car le climat y est très chaud et l'usager y recherche plutôt la fraîcheur.
On distingue généralement deux « foyers » dans lesquels les thermes de Rome trouvent leurs origines : le monde hellénistique et le monde étrusque (plus précisément campanien). Les plus anciens thermes connus sont ceux de Fontaines Salées, qui remontent au moins à -600 av. J.C..
Les instruments indispensables aux baigneurs et aux athlètes est le racloir, qui fait office de gant de toilette.

### Bains hellénistiques de Sicile

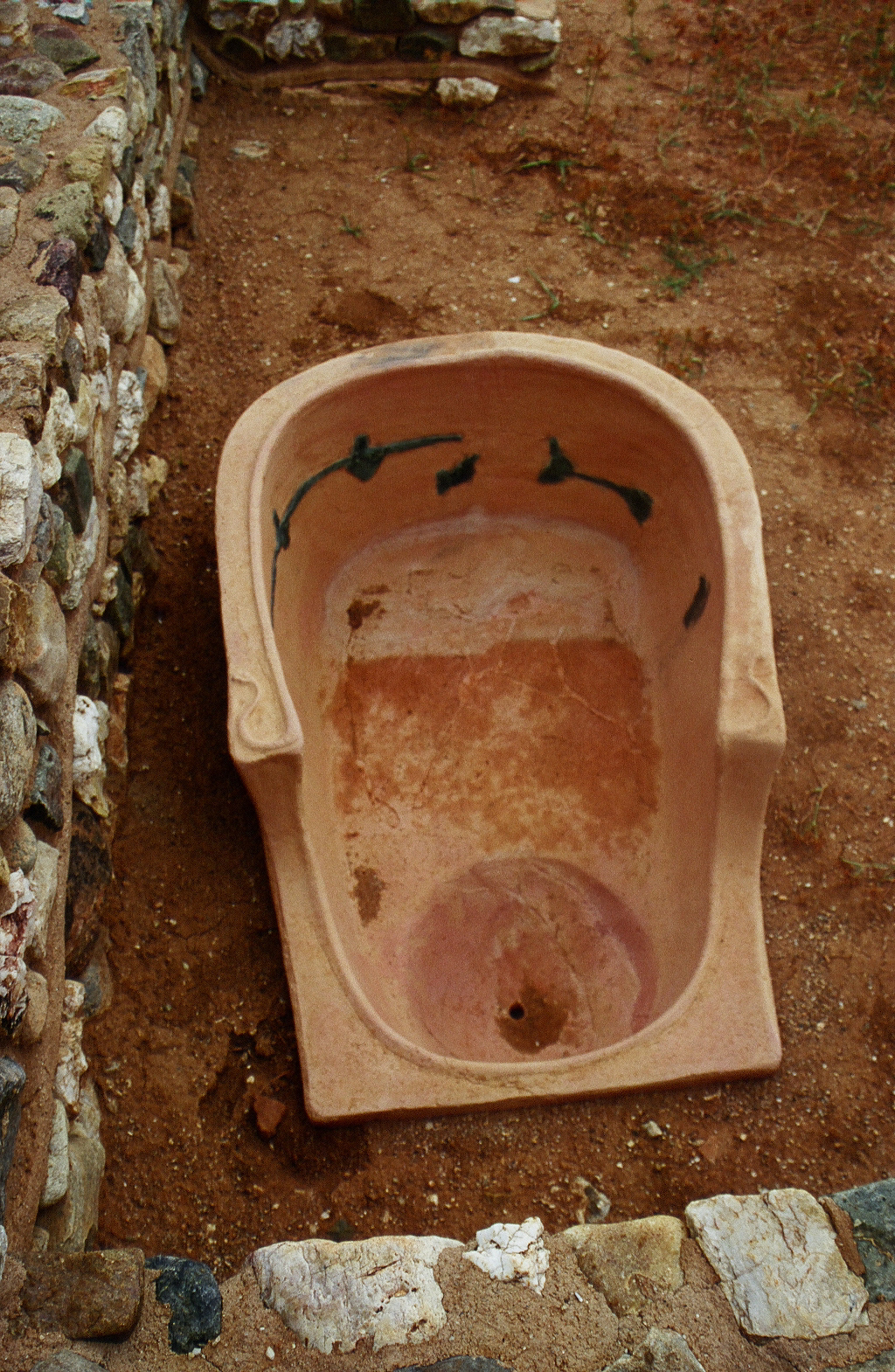
Reconstitution d'une baignoire individuelle en terre cuite. Olynthe, Grèce.

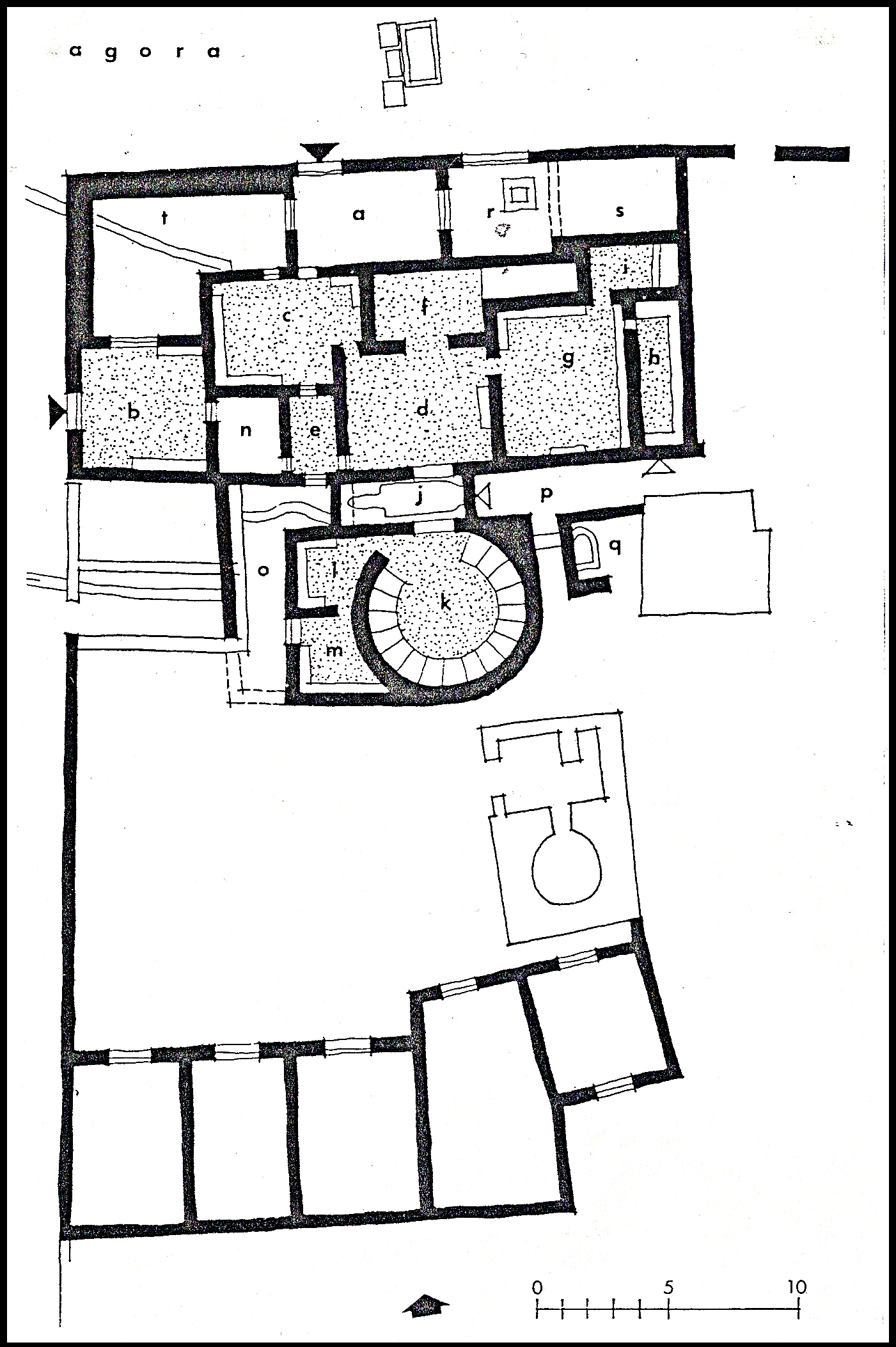
Les bains hellénistiques de Megara Hyblaea, Sicile, Italie.

Les « bains grecs » peuvent être illustrés par les établissements des colonies grecques du sud de l’Italie et notamment de la Sicile comme les balnea de Megara Hyblaea. Il existe, semble-t-il, des balneion dès le IVe siècle à Athènes par exemple, mais cet établissement sicilien du IIIe siècle av. J.-C., bien conservé et documenté, constitue une sorte de prototype des formules grecques transportées en Occident.
Les bains grecs comportent une formule assez simple en plan, avec pour la salle chaude un plan circulaire en tholos ou rotonde avec des baignoires individuelles. Le système de chauffage est utilisé tant pour les salles sèches que pour les baignoires. La notion d'hypocauste n'est pas attestée dans les textes avant le Ier apr. J.-C., mais il semble que le principe soit antérieur (voir les thermes de Syracuse) bien qu'il ne s'agisse pas encore « d'hypocaustes continus ». Les bains de Megara sont mixtes.

### Les bains campaniens
En suivant l'évolution des balnea italiques, apparaissent les bains campaniens. Ces bains témoignent, par leur disposition et technique, du niveau très élevé des concepteurs et bâtisseurs campaniens. La construction de ces bains résulte de la confrontation entre les traditions grecques et les traditions et nécessitées locales.
La caractéristique de ces bains est bien illustrée par les thermes de Stabies à Pompéi dont les différentes phases d'évolution s'échelonnent du Ve au Ier siècle av. J.-C. Tout au long de ces phases apparaissent de nouveaux éléments qui revêtiront un caractère structurel canonique souvent repris dans les établissements ultérieurs.
- Dans les premières phases, on retrouve quelques points communs avec les bains grecs contemporains comme la salle à baignoires individuelles en terre cuite et la palestre. Cependant, l'ordonnance du plan est déjà beaucoup plus rigoureuse.

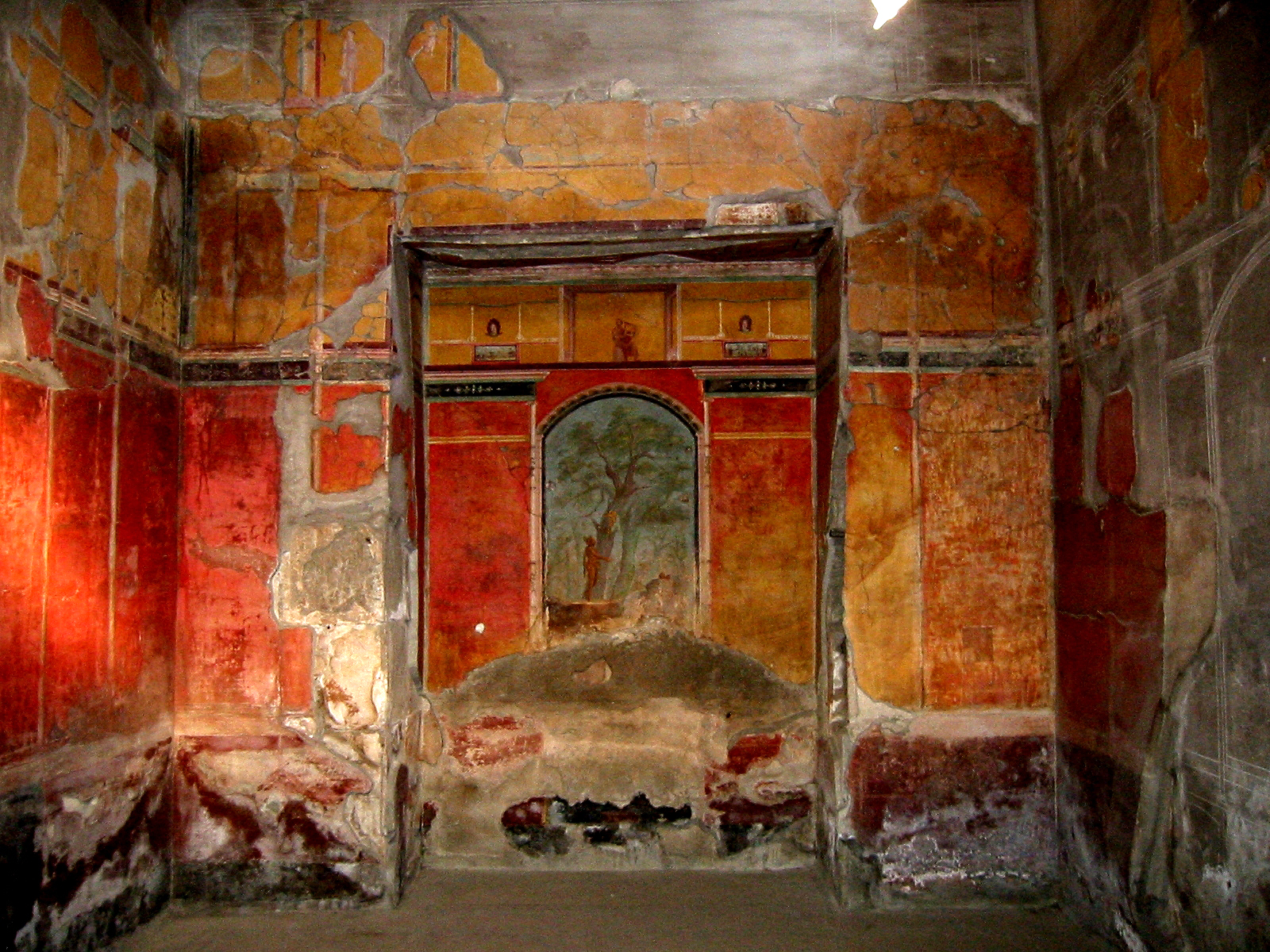
Caldarium de la villa de Poppée à Oplontis (Campanie, Italie)

- C'est au IIe siècle av. J.-C. qu'apparaissent les nouveautés propres à ces bains campaniens. On met en place des sections homme / femme séparées. De plus, seuls les bains masculins ont accès à la palestre. Chaque section comporte déjà la séquence canonique des salles : apodyterium-tepidarium-caldarium, module de base que l'on retrouvera dans tous les thermes postérieurs.
- Au Ier siècle av. J.-C. les premières suspensurae sont installées dans les caldariums masculin et féminin. On aménage également un praefurnium (foyer) pour maintenir une chaleur élevée dans les salles chaudes. Ce système entraîne le remplacement des baignoires individuelles par des bassins d'immersion à caractère collectif : les alvei.

Ces aménagements sont d'une importance majeure, car ils modifient pour toujours la pratique thermale qui devient collective et qui a donc une influence certaine sur les mœurs.
Enfin, on renforce les installations liées aux exercices gymnastiques, la palestre devenant le centre monumental de l'ensemble balnéaire. On installe également la salle ronde qui sert pour les bains de vapeur.
- L'ultime phase de construction se situe au Ier siècle av. J.-C. Les bâtisseurs dotent le caldarium d'une abside qui deviendra caractéristique de cette salle. On installe également un frigidarium, mais la pièce reste modeste et n'a pas encore l'importance que lui donneront les thermes impériaux romains. Les bains campaniens semblent d'abord conçus comme des lieux où l'on bénéficie de bains chauds et tièdes.

Durant ces périodes, hors des régions hellénisées, ce modèle de balnea ne s'est imposé que lentement. Il semble donc que ce module soit lié à la culture hellénistique. Le plan d'aménagement des thermes de Stabies se diffuse cependant très bien dans le monde campanien comme l'illustrent les thermes centraux de Calès.

### Les premiers bains romains

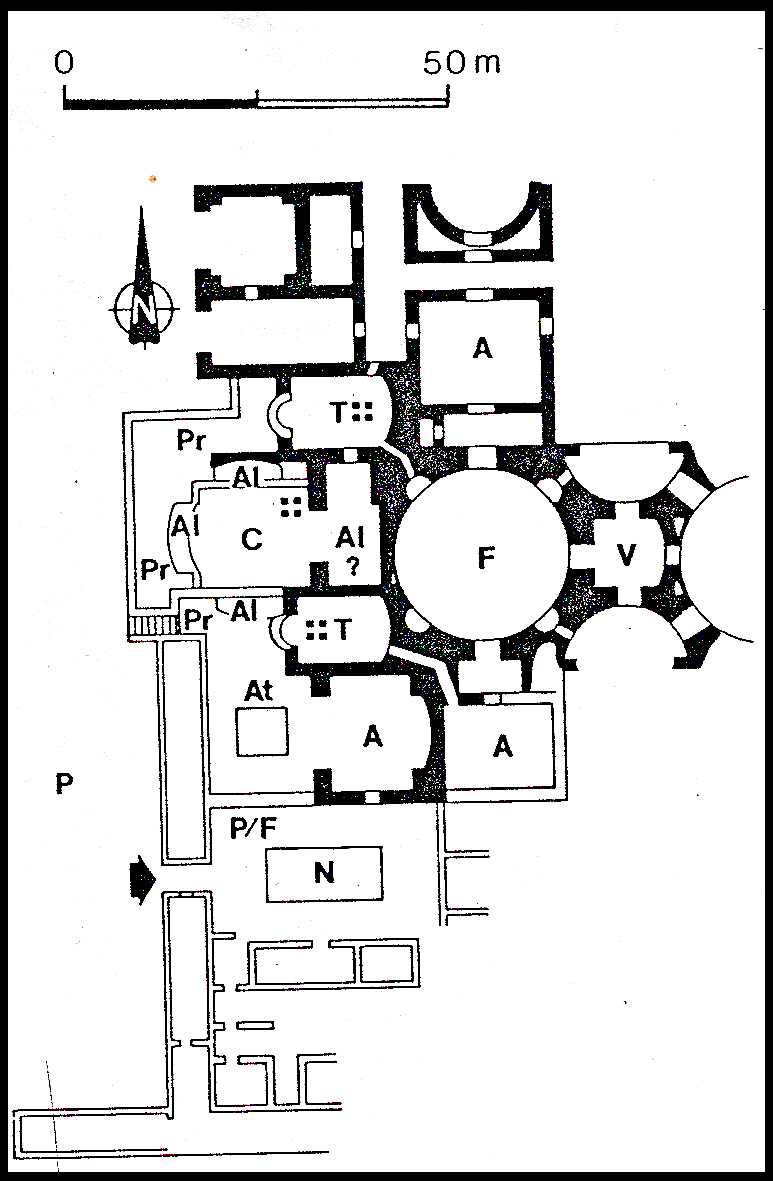
Plan des Thermes d'Agrippa à Rome, Italie.

Si on lit le chapitre sur les thermes du De Architectura de Vitruve, on voit que le modèle campanien s'est imposé assez vite à Rome et on y retrouve les principales composantes. Néanmoins, on note rapidement que le bâti s'adapte aux pratiques romaines. La palestre par exemple est réduite à une simple cour dépourvue de ses annexes gymniques caractéristiques de la tradition grecque. Ainsi de nombreux thermes de Rome se développent sous influence hellénistique et campanienne tout en améliorant les techniques et en cultivant leurs caractères propres.
À Rome, c'est l'empereur lui-même ou des personnes influentes qui financent la construction des thermes, ce qui prouve leur importance. Pour suivre l'évolution des thermes à Rome, il faut commencer à l'époque augustéenne (empereur Auguste) qui est une période décisive en ce domaine, car on élabore un premier schéma « normalisé » qui se diffuse dans les provinces de l'Empire.

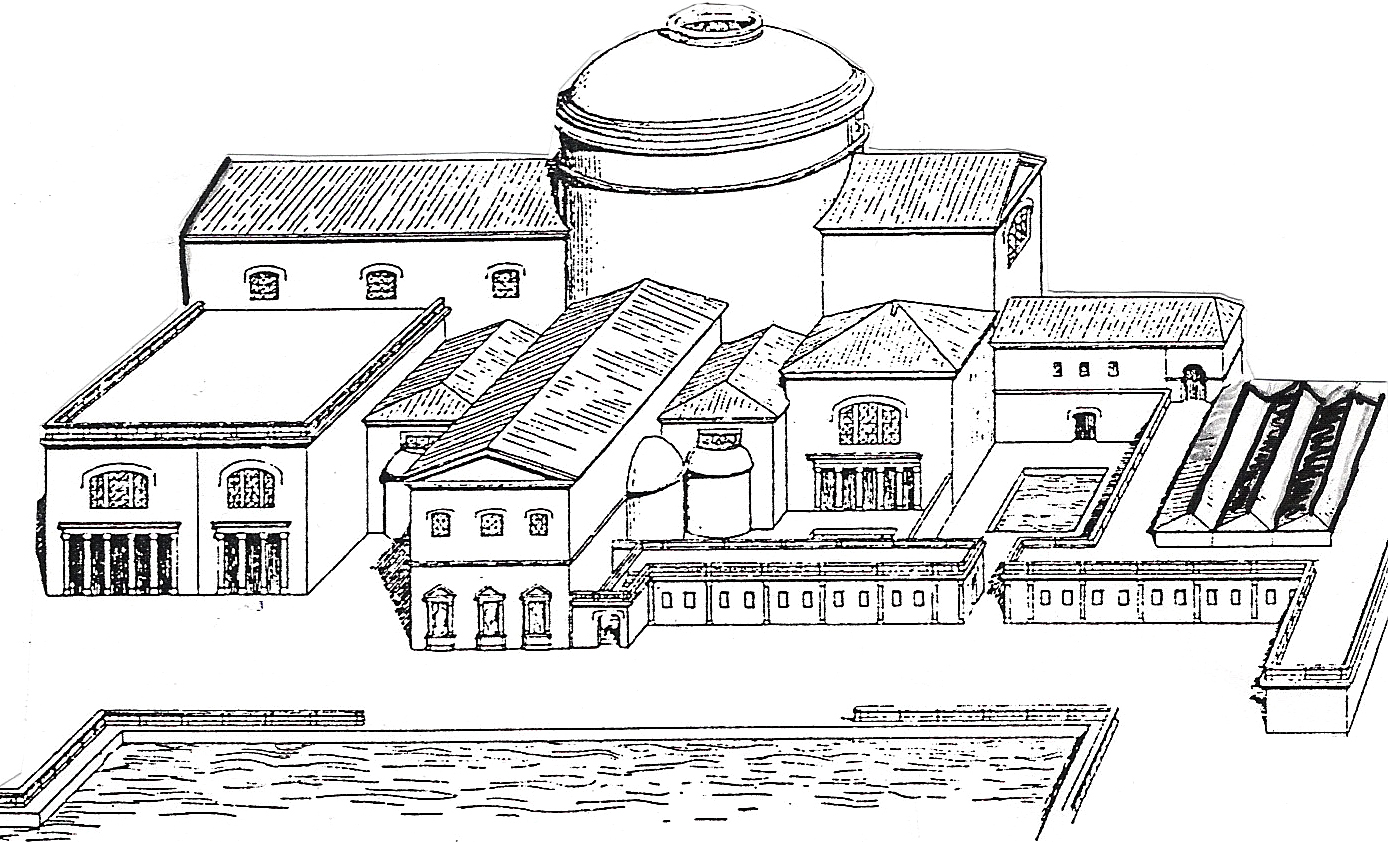
Reconstitution des thermes d'Agrippa, Rome, Italie.

Les premiers grands thermes romains sont les thermes d'Agrippa, construits à l'instigation d'Agrippa, général et gendre d'Auguste à l’extrême fin du Ier siècle av. J.-C. C'est le premier établissement thermal qui occupe une place aussi importante au sein même de l'Urbs, sur le champ de Mars. D'autre part, à l'occasion de la fondation de ces thermes, on utilise dans les textes le mot « thermes » pour la première fois.
Les bâtiments sont organisés selon un plan de type campanien. On parle même de l'apogée des « thermes en ligne » (déroulement des salles sur une ligne droite) même si s'y développent des circuits latéraux ou obliques. On note la présence de jardins, d'une palestre et d'une énorme piscine ou stagnum qui deviendra une caractéristique majeure des thermes romains. Le centre du complexe est marqué par une vaste salle circulaire à absidioles rayonnantes. On suppose qu'il s'agissait du frigidarium, autre caractéristique des futurs thermes romains. Le caractère mixte ou séparé des salles homme / femme n'est pas attesté.
Ce modèle architectural va se diffuser jusque dans les provinces romaines comme le montre le plan des thermes de Glanum en Gaule ou celui des thermes de Baetulo (Badalone) en Espagne.

### Les thermes impériaux

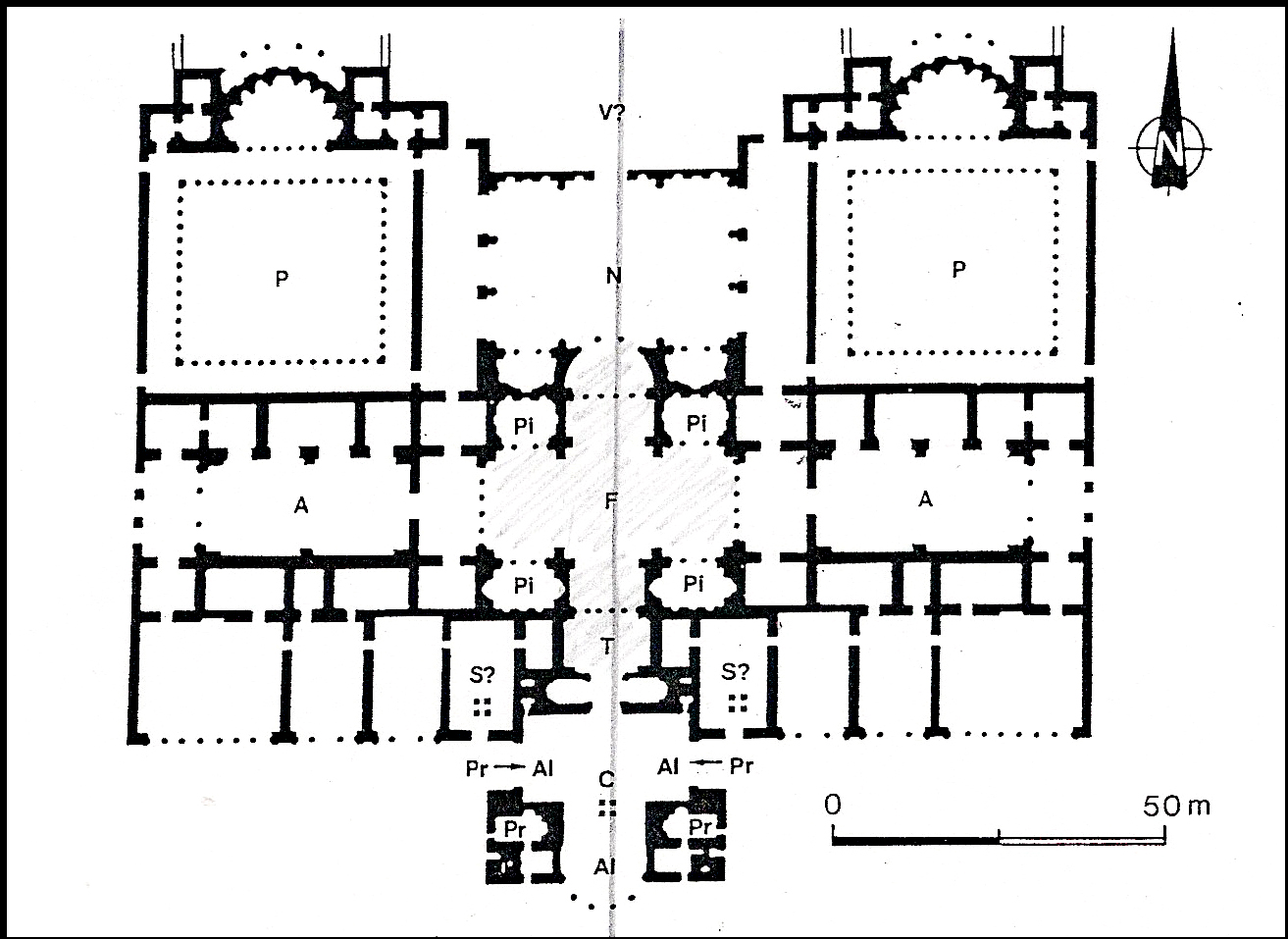
Plan restitué des thermes de Néron à Rome, Italie.

- Le premier therme impérial au sens typologique du terme apparaît dans la seconde moitié du Ier siècle apr. J.-C., ce sont les thermes de Néron. On assiste alors à la création d'un nouveau type d'architecture thermale[6]. L'établissement, inauguré en 64, se déployait sur plus de 16 000 m2 (pour donner un ordre d'idée, le stade de France fait 7 000 m2).

Le plan présente une nouvelle ordonnance à la fois axiale et symétrique, caractéristique du type impérial. La répartition rigoureusement symétrie des installations n'est pas due à la séparation homme / femme, mais participe d'un effet de monumentalité et démontre la recherche d'une harmonie esthétique. La structure symétrique compense la poussée des voûtes et découle également d'un souci technique.
L'espace intérieur prend de l'ampleur et est animé par des décors ainsi que des colonnades libres qui soulignent l'architecture. La grande maîtrise technique à l’œuvre ici permet l'ouverture de très vastes salles avec de grandes fenêtres munies de panneaux de verre. L'architecture thermale impériale dépasse les contraintes traditionnelles qui entraînaient souvent la création d'espaces humides et obscurs.
Tout s'ordonne de part et d'autre d'un axe médian dont le frigidarium est le centre. Pour la première fois, le frigidarium devient une sorte de hall de distribution, lieu de convergence et de dispersion. Cette nouvelle convivialité aura une incidence sur le développement de l'architecture thermale. Ces thermes impériaux et notamment les thermes de Néron témoignent d'un sens de l'espace et des volumes. Cette architecture nouvelle allie exigences fonctionnelles et techniques à une organisation quasi palatiale.
Tout comme les thermes d'Agrippa, le modèle des thermes de Néron contribua à diffuser la « pratique romaine » du bain, le prestige du mode de vie et de la culture romaine dans les provinces. Le plan impérial se diffuse à Rome même, comme le montre l'exemple des thermes de Titus (années 80) qui répondent au même principe.
Néanmoins, le schéma impérial n'est pas adaptable à tous les contextes. Ce modèle n'est efficace que dans la dilatation des volumes et des espaces ce qui le rend d'un maniement difficile. Ainsi, avant la fin du Ier siècle apr. J.-C., peu d'établissements en Italie adoptent ce schéma. Les thermes centraux à Pompéi sont bâtis sur le type linéaire campanien, type qui se maintient jusqu'au IIe siècle, comme aux thermes de Neptune à Ostie (financés par les empereurs Hadrien et Antonin le Pieux).

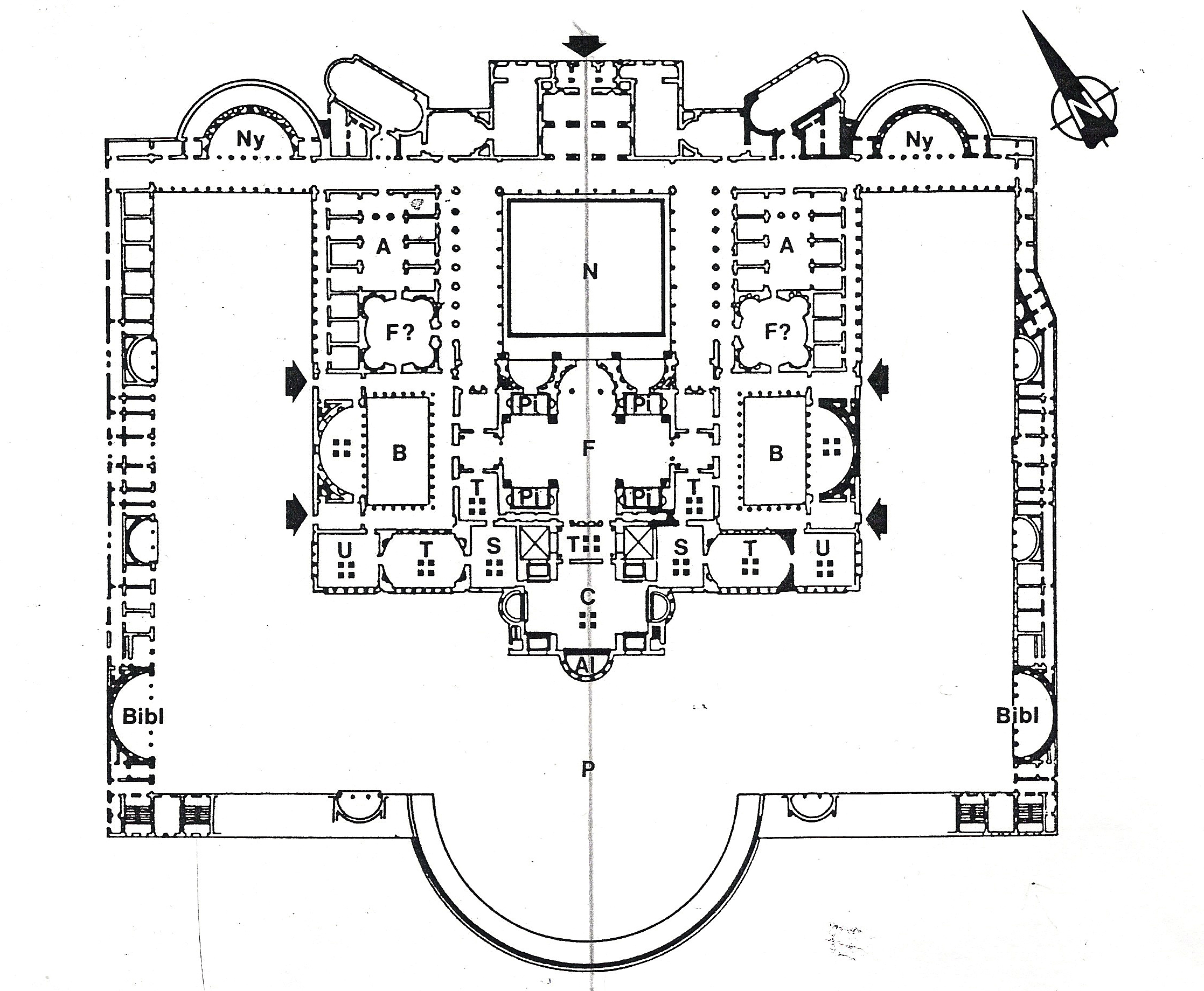
Plan des thermes de Trajan d'après I.Nielsen in P. Gros

- La deuxième étape fondamentale dans les grandes fondations thermales romaines sont les thermes de Trajan (104-109), partiellement établis sur les ruines de la Domus Aurea de Néron, c'est-à-dire en plein cœur de Rome[6]. Cet établissement aurait été bâti sous l'égide d'Apollodore de Damas. De manière générale, on constate une reprise du plan axial-symétrique et de la séquence caldarium-tepidarium-frigidarium. On note la position centrale du frigidarium dont le caractère cruciforme s’accentue[1].

La grande nouveauté des thermes de Trajan est, outre la taille immense du bloc thermal (plus de 25 570 m2), l'apparition d'un vaste enclos à l'intérieur duquel les bâtiments forment une unité architecturale. L'enclos devient un espace très important consacré à la promenade et ponctué de jardins, d'une salle de sport formant une vaste exèdre.
On ajoute également de nouvelles pièces d'agrément comme des salles de lecture, des bibliothèques et des salles de déclamation et de conférences publiques. Ces éléments, beaucoup repris dans les thermes ultérieurs, sont caractéristiques.

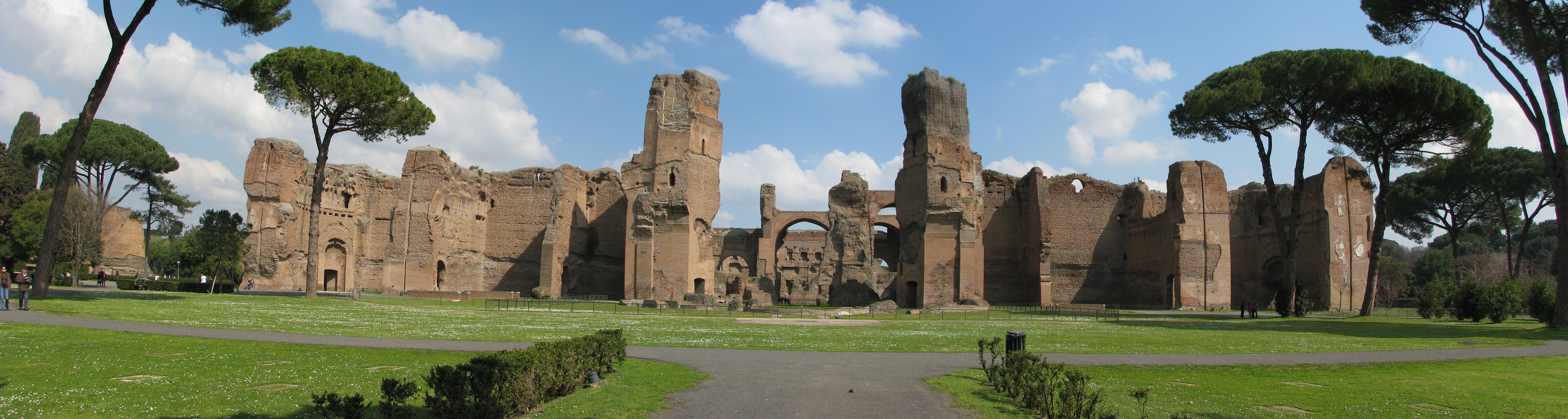
Thermes de Caracalla (Rome, Italie).

- Avant de conclure l'évolution des thermes impériaux par les immenses thermes de Caracalla, il est important de signaler les expériences faites dans la Villa d'Hadrien[11]. Il ne s'agit pas de bains publics, mais d'expériences architecturales qui entraînent des acquis formels et techniques d'importance. Dans sa Villa, l'empereur féru d'architecture élabore le système de l'hypocauste, y ajoutant notamment le principe du voûtement. Il revient également à quelques pratiques thermales grecques en réintroduisant les étuves par exemple. On note une multiplication des absides et rotondes, témoignant d'un goût renouvelé pour les structures curvilignes. Ce modèle se diffuse à Rome et dans les milieux hellénisés d'Asie Mineure[11].
- Au IIe siècle apr. J.-C. à Rome, les thermes de Caracalla constituent l'aboutissement des diverses recherches, une sorte de somme de toutes les influences, apports formels et techniques. L'établissement est gigantesque, il est bâti pour marquer le prestige de Rome et de l'empereur. L'ensemble balnéaire, enclos compris, fait plus de 25 000 m2 (le centre Georges-Pompidou fait 19 800 m2)[1].

On retrouve le schéma des thermes de Trajan, le bloc balnéaire forme un bloc architectural unitaire dans un vaste enclos. Il y a également de grands progrès techniques. On conçoit un aqueduc qui sera uniquement dévolu à approvisionner le complexe, le réservoir étant au contact immédiat des thermes (il était auparavant isolé).
Autre changement, les structures de service sont mieux intégrées au bâtiment. Le système est rationalisé, conçu pour proposer une meilleure prestation sans gêner les usagers, ainsi, on bâtit trois niveaux de souterrains.
On note un vrai souci de l'ordonnance dans la droite ligne des schémas impériaux. La symétrie est parfaite dans la distribution des salles. Parallèlement, les surfaces curvilignes se multiplient dans un agencement harmonieux.
Le système de couverture est optimal, l'élaboration technique permettant d'ériger des murs beaucoup plus légers. On élabore également le système d'évacuation, car la masse liquide à gérer est énorme.

### En Orient: Influences et particularités locales

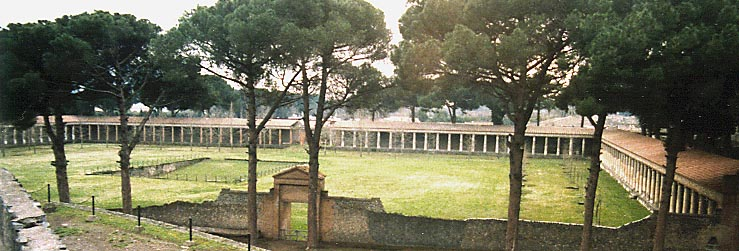
Palestre (Pompéi, Italie).

Dans la partie grecque de l'empire, la tradition balnéaire est très ancienne. Deux grands facteurs y marquent la conception architecturale et l'évolution des formes : la constante vitalité de la pratique et culture grecque du gymnase. On y entretient donc un type d'établissement où la palestre a une place prééminente. Le deuxième facteur est le rôle accordé très tôt à la manifestation du culte impérial et dynastique, culte qui aura une incidence sur le développement des thermes.
En Orient, ces thermes-gymnases ont une place très importante, car ils contribuent à la transformation du paysage urbain. Ce sont de hauts lieux de convivialité publique, mais c'est également une époque où l'évergétisme se consacre au financement de ces monuments qui contribuent, plus que d'autres, à mettre en valeur le prestige de la ville.

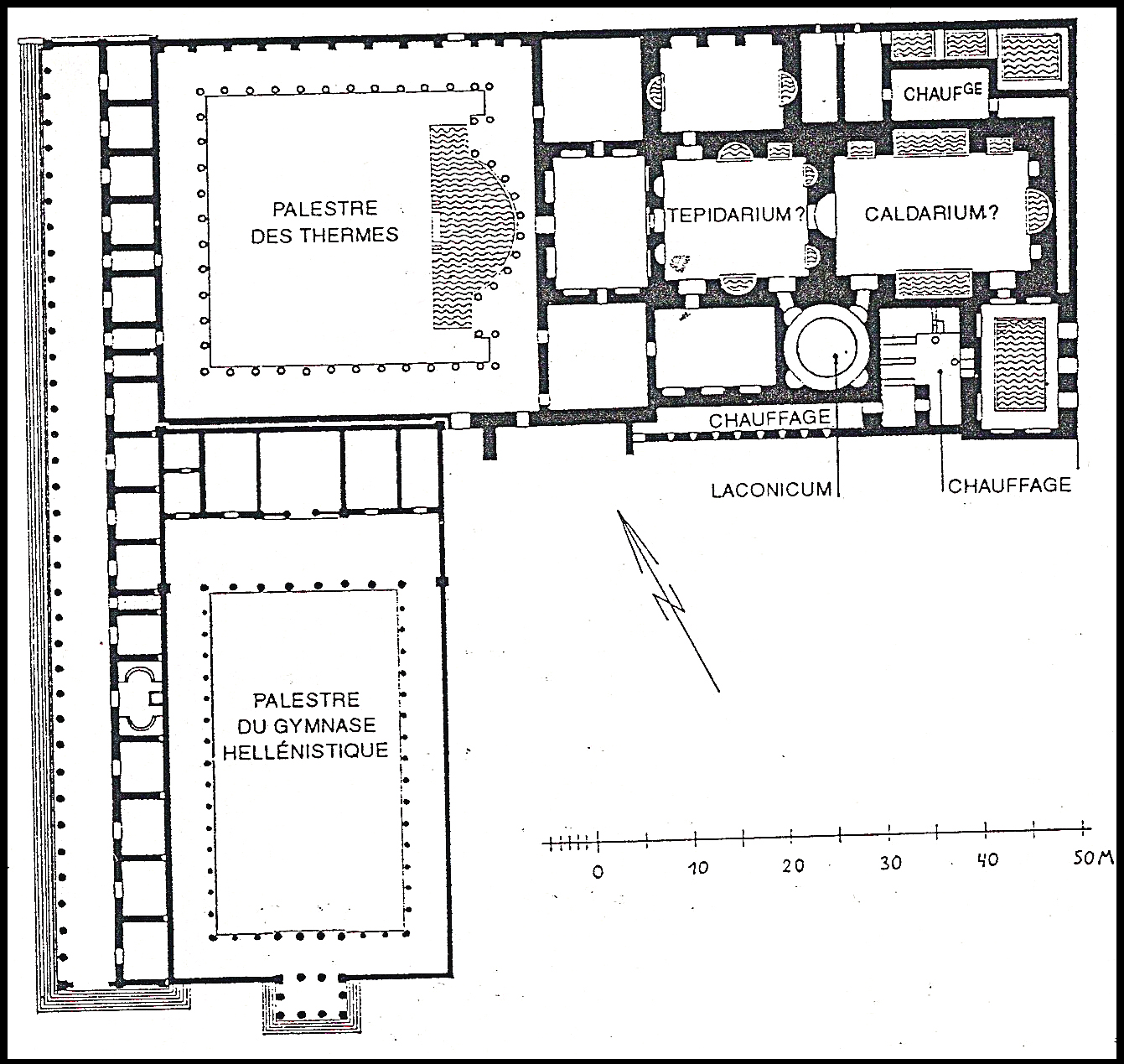
Plan des thermes de Capito à Milet, Grèce.

- Les établissements les plus anciens montrent déjà l'importance de la palestre. On le voit très bien aux thermes de Capito à Milet, fondés entre 47 et 52 par le procureur en Asie Mineure de l'empereur Claude. On note parfaitement sur le plan la place majeure de la palestre par rapport au bloc thermal. Il s'agit d'une palestre quadriportique, élément caractéristique de ces régions (palestre flanquée de portiques sur les quatre côtés). Outre que l'on rencontre la même séquence de salle et le même système de chauffage, la natatio n'a pas l'importance que les Romains lui accorderont[2].

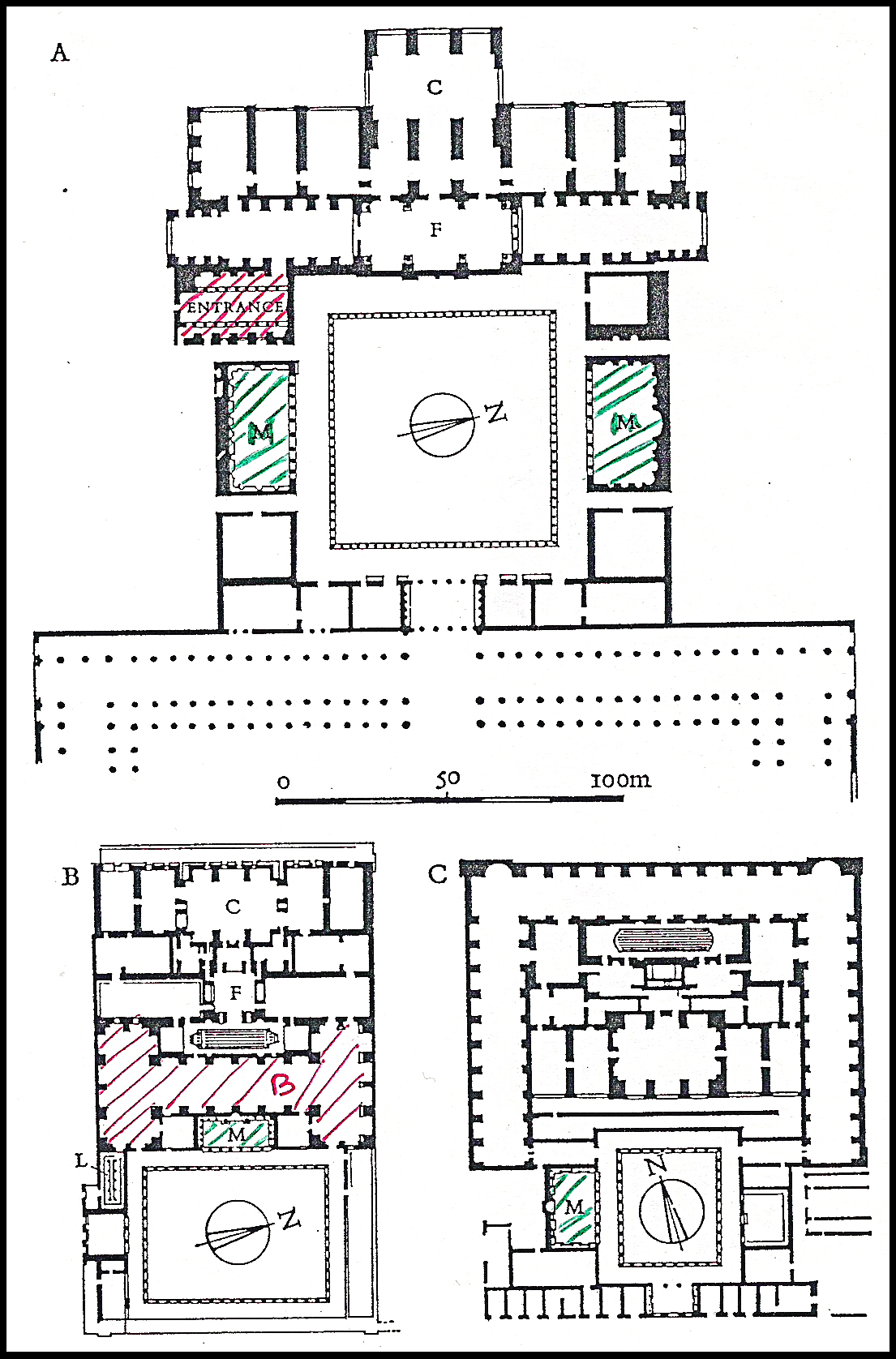
Plans comparés des principaux thermes d'Éphèse, Izmir, Turquie.

- Le premier des thermes-gymnases proprement dits est les thermes du port à Éphèse. On y voit bien l'importance de la palestre, d'abord parce qu’il n'y a pas une, mais deux palestres, ensuite car elles sont parfaitement intégrées à l'ensemble. La plus grande des palestres quadriportiques fait 11 910 m2 et est entourée de 352 colonnes. Cette seule palestre est plus grande que toutes les autres composantes réunies.

Enfin, apparaissent pour la première fois à Éphèse les modules les plus caractéristiques de ces thermes-gymnases : la basilique et la salle impériale.
La basilique est aussi parfaitement intégrée à l'ensemble. On le voit bien aux thermes de Vedius, toujours à Éphèse, établissement bâti entre 138 et 161 apr. J.-C.. Le rôle de la basilique est encore mal défini, il semble plutôt polyvalent : salle de lecture, de rencontre, de conférence et toutes activités intellectuelles et culturelles. On peut également parler de « plaque tournante », la basilique joue un peu le même rôle que le frigidarium dans les thermes impériaux. Les thermes de Vedius sont bâtis selon l'ancien schéma linéaire avec un bloc unitaire qui se développe sur un axe médian.
Ces thermes d'Éphèse montrent bien l'ancrage de la tradition grecque, les particularités locales propres à chaque région qui se teintent d'influences romaines. Au cours du IIe siècle apr. J.-C., le schéma se diffuse et d'autres villes se dotent d'établissements analogues comme à Aizanoï, Aphrodisias, Hiérapolis ou Sardes. On retrouve la même triple influence dans chacune de ces villes.
La salle impériale peut être présentée à travers l'exemple des thermes de l'Est à Éphèse. Dans cet établissement, la palestre est moins importante, mais bien présente et la salle impériale dite « marmoréenne » (marbre) est toujours liée à celle-ci. Il s'agit d'une ample exèdre quadrangulaire parfois animée de niches. Sur le mur du fond, une abside s'ouvre dans laquelle trônait une effigie de l'empereur. La salle est donc dévolue au culte impérial et devient une des clefs de la composition thermale. Elles peuvent être de très grandes dimensions comme à Sardes. Elles présentent le plus souvent une architecture théâtrale et un programme iconographique dédié à l'empereur.
Cette composante architecturale montre comme le culte impérial s'investit dans tous les lieux de convergence populaire, c'est une mise en représentation du pouvoir sacralisé.
Dans les villes animées d'Orient, ces établissements thermaux sont un véritable substitut aux agoras traditionnelles.
La construction des thermes a été une cause, mais aussi une conséquence des modifications de la vie collective en milieu urbain. En effet, outre l'architecture, il y a un aspect social non négligeable dans ce lieu de culture et de rencontre. Pour les Grecs, le sport était considéré comme un loisir pratiqué pour lui-même, le bain n'étant que l’accessoire. À la différence des Romains pour lesquels l'accessoire va devenir essentiel et le sport ne sera rien de plus qu'un complément facultatif des plaisirs du bain. Les thermes sont le type d'édifice qui ont joué un rôle capital dans la propagation du modèle romain que ce soit vers l'ouest (Gaules) ou vers l'est (Orient). Par la suite se développent également des stations thermales directement sur des sources chaudes pour profiter de leurs vertus médicinales.
Les bains publics sont des lieux d'hygiène corporelle accessibles à des personnes ne demeurant pas dans le même bâtiment. Les premiers remonteraient à la civilisation de l'Indus (« grand bain » de Mohenjo-daro). Ces lieux ont été créés lorsque l'hygiène est apparue essentielle au maintien de la santé des populations urbaines (par exemple, certains thermes romains).